# Municipio de Matchwood
El municipio de Matchwood (en inglés: Matchwood Township) es un municipio ubicado en el condado de Ontonagon en el estado estadounidense de Míchigan. En el año 2010 tenía una población de 94 habitantes y una densidad poblacional de 0,33 personas por km².

## Geografía
El municipio de Matchwood se encuentra ubicado en las coordenadas 46°36′12″N 89°27′11″O / 46.60333, -89.45306. Según la Oficina del Censo de los Estados Unidos, el municipio tiene una superficie total de 283.69 km², de la cual 283,65 km² corresponden a tierra firme y (0,02 %) 0,05 km² es agua.

## Demografía
Según el censo de 2010, había 94 personas residiendo en el municipio de Matchwood. La densidad de población era de 0,33 hab./km². De los 94 habitantes, el municipio de Matchwood estaba compuesto por el 98,94 % blancos, el 1,06 % eran afroamericanos. Del total de la población el 0 % eran hispanos o latinos de cualquier raza.